# Буре Валерій Володимирович
Валерій Буре (рос. Валерий Владимирович Буре, нар. 13 червня 1974, Москва) — російський хокеїст, що грав на позиції крайнього нападника. Грав за збірну команду Росії. Молодший брат іншого російського хокеїста Павла Буре.
Провів понад 600 матчів у Національній хокейній лізі.

## Ігрова кар'єра
Перший тренер: Юрій Чабарін. Хокейну кар'єру розпочав на батьківщині 1990 року виступами за команду ЦСКА (Москва).
1992 року був обраний на драфті НХЛ під 33-м загальним номером командою «Монреаль Канадієнс».
Протягом професійної клубної ігрової кар'єри, що тривала 15 років, захищав кольори команд «Монреаль Канадієнс», «Калгарі Флеймс», «Флорида Пантерс», «Сент-Луїс Блюз» та «Даллас Старс».
Загалом провів 643 матчі в НХЛ, включаючи 22 гри плей-оф Кубка Стенлі.
Був гравцем молодіжної збірної Росії. Виступав за національну збірну Росії, провів 19 ігор в її складі.

## Нагороди та досягнення
- Перша команда всіх зірок ЗХЛ — 1993.
- Друга команда всіх зірок ЗХЛ — 1994.
- Команда всіх зірок молодіжного чемпіонату світу — 1994.
- Учасник матчу усіх зірок НХЛ — 2000.

## Статистика

### Клубні виступи
| Сезон        | Клуб                    | Ліга         | Регулярна першість | Регулярна першість | Регулярна першість | Регулярна першість | Регулярна першість | Плей-оф | Плей-оф | Плей-оф | Плей-оф | Плей-оф |
| Сезон        | Клуб                    | Ліга         | І                  | Г                  | П                  | О                  | ШХ                 | І       | Г       | П       | О       | ШХ      |
| ------------ | ----------------------- | ------------ | ------------------ | ------------------ | ------------------ | ------------------ | ------------------ | ------- | ------- | ------- | ------- | ------- |
| 1990–91      | ЦСКА (Москва)           | СРСР         | 3                  | 0                  | 0                  | 0                  | 0                  | —       | —       | —       | —       | —       |
| 1991–92      | «Спокен Чифс»           | ЗХЛ          | 53                 | 27                 | 22                 | 49                 | 78                 | 10      | 11      | 6       | 17      | 10      |
| 1992–93      | «Спокен Чифс»           | ЗХЛ          | 66                 | 68                 | 79                 | 147                | 49                 | 9       | 6       | 11      | 17      | 14      |
| 1993–94      | «Спокен Чифс»           | ЗХЛ          | 59                 | 40                 | 62                 | 102                | 48                 | 3       | 5       | 3       | 8       | 2       |
| 1994–95      | «Фредеріктон Канадієнс» | АХЛ          | 45                 | 23                 | 25                 | 48                 | 32                 | —       | —       | —       | —       | —       |
| 1994–95      | «Монреаль Канадієнс»    | НХЛ          | 24                 | 3                  | 1                  | 4                  | 6                  | —       | —       | —       | —       | —       |
| 1995–96      | «Монреаль Канадієнс»    | НХЛ          | 77                 | 22                 | 20                 | 42                 | 28                 | 6       | 0       | 1       | 1       | 6       |
| 1996–97      | «Монреаль Канадієнс»    | НХЛ          | 64                 | 14                 | 21                 | 35                 | 6                  | 5       | 0       | 1       | 1       | 2       |
| 1997–98      | «Монреаль Канадієнс»    | НХЛ          | 50                 | 7                  | 22                 | 29                 | 33                 | —       | —       | —       | —       | —       |
| 1997–98      | «Калгарі Флеймс»        | НХЛ          | 16                 | 5                  | 4                  | 9                  | 2                  | —       | —       | —       | —       | —       |
| 1998–99      | «Калгарі Флеймс»        | НХЛ          | 80                 | 26                 | 27                 | 53                 | 22                 | —       | —       | —       | —       | —       |
| 1999–00      | «Калгарі Флеймс»        | НХЛ          | 82                 | 35                 | 40                 | 75                 | 50                 | —       | —       | —       | —       | —       |
| 2000–01      | «Калгарі Флеймс»        | НХЛ          | 78                 | 27                 | 28                 | 55                 | 26                 | —       | —       | —       | —       | —       |
| 2001–02      | «Флорида Пантерс»       | НХЛ          | 31                 | 8                  | 10                 | 18                 | 12                 | —       | —       | —       | —       | —       |
| 2002–03      | «Флорида Пантерс»       | НХЛ          | 46                 | 5                  | 21                 | 26                 | 10                 | —       | —       | —       | —       | —       |
| 2002–03      | «Сент-Луїс Блюз»        | НХЛ          | 5                  | 0                  | 2                  | 2                  | 0                  | 6       | 0       | 2       | 2       | 8       |
| 2003–04      | «Флорида Пантерс»       | НХЛ          | 55                 | 20                 | 25                 | 45                 | 20                 | —       | —       | —       | —       | —       |
| 2003–04      | «Даллас Старс»          | НХЛ          | 13                 | 2                  | 5                  | 7                  | 6                  | 5       | 0       | 3       | 3       | 0       |
| Усього в НХЛ | Усього в НХЛ            | Усього в НХЛ | 621                | 174                | 226                | 400                | 221                | 22      | 0       | 7       | 7       | 16      |

### Збірна
| Рік                | Команда            | Турнір             | Місце              |    | І | Г | П | О | ШХ |
| ------------------ | ------------------ | ------------------ | ------------------ | -- | - | - | - | - | -- |
| 1994               | Росія              | МЧС                | 3                  | 7  | 5 | 3 | 8 | 4 |    |
| 1994               | Росія              | ЧС                 | 5-е                | 6  | 3 | 0 | 3 | 2 |    |
| 1996               | Росія              | КС                 | ПФ                 | 1  | 0 | 0 | 0 | 2 |    |
| 1998               | Росія              | ОІ                 | 2                  | 6  | 1 | 0 | 1 | 0 |    |
| 2002               | Росія              | ОІ                 | 3                  | 6  | 1 | 0 | 1 | 2 |    |
| Національна збірна | Національна збірна | Національна збірна | Національна збірна | 19 | 5 | 0 | 5 | 6 |    |